# Pandanus microglottis
Pandanus microglottis är en enhjärtbladig växtart som beskrevs av Benjamin Clemens Masterman Stone. Pandanus microglottis ingår i släktet Pandanus och familjen Pandanaceae. Inga underarter finns listade.